# Aleksandr Bessmertnij
Aleksandr Aleksándrovich Bessmértnyj (en ruso: Алекса́ндр Алекса́ндрович Бессме́ртных; Bisk, 10 de noviembre de 1933) es un diplomático ruso, que se desempeñó brevemente como ministro de asuntos exteriores de la Unión Soviética.

## Carrera
Se unió al Ministerio de Asuntos Exteriores en 1957. De 1970 a 1983, se desempeñó como cónsul en la embajada soviética en los Estados Unidos, y luego dirigió el departamento de los Estados Unidos en el Ministerio de Asuntos Exteriores. En 1986, fue nombrado viceministro de asuntos exteriores y en 1988 se convirtió en primer viceministro de asuntos exteriores. Entre 1990 y 1991, fue embajador en los Estados Unidos.
Se desempeñó brevemente como ministro de asuntos exteriores de la URSS en 1991, reemplazando a Eduard Shevardnadze.
Es miembro de la Academia de Ciencias Políticas y Sociales de la Federación de Rusia.